# مقاطعة واسيكا (مينيسوتا)
مقاطعة واسيكا (بالإنجليزية: Waseca County)‏ هي إحدى مقاطعات ولاية مينيسوتا في الولايات المتحدة الأمريكية.